# 泰然寺
泰然寺（たいねんじ）は、大阪府大阪市阿倍野区にある日蓮宗の寺院。山号は身意山。開創は日宣。
本尊は一塔両尊（祖像は説法像）。

## 歴史
昭和56年（1981年）、日宣上人により開創。
平成3年（1991年）10月20日、本堂・庫裏を開堂。

## 境内
3階建ての近代建築（本堂・庫裏）

## アクセス
- 阪堺電気軌道上町線 松虫停留場 徒歩5分

## 参考資料
- 『日蓮宗寺院大鑑: 宗祖第七百遠忌記念出版』大本山池上本門寺、1981年。